# For My Crimes
For My Crimes je studiové album americké zpěvačky Marissy Nadler. Vydáno bylo v září roku 2018 společnostmi Bella Union a Sacred Bones Records a na jeho produkci spolu se zpěvačkou pracovali Justin Raisen a Lawrence Rothman. Většina hudebníků na albu jsou ženy, výjimku tvoří pouze saxofonista Dana Colley. Podílely se na něm například Kristin Kontrol, Sharon Van Etten, Angel Olsen a Patty Schemel.

## Seznam skladeb
1. For My Crimes
2. I Can't Listen to Gene Clark Anymore
3. Are You Really Going to Move to the South?
4. Lover Release Me
5. Blue Vapor
6. Interlocking
7. All Out of Catastrophes
8. Dream Dream Big in the Sky
9. You're Only Harmless When You Sleep
10. Flame Thrower
11. Said Goodbye to That Car

## Obsazení
Hudebníci
- Marissa Nadler – zpěv, kytara, varhany, Chamberlin
- Dana Colley – altsaxofon
- Eva Gardner – baskytara, kontrabas
- Kristin Kontrol – zpěv
- Sharon Van Etten – doprovodné vokály
- Angel Olsen – doprovodné vokály
- Patty Schemel – bicí
- Mary Lattimore – harfa
- Janel Leppin – violoncello

Technická podpora
- Marissa Nadler – produkce, malba na obalu
- Justin Raisen – produkce
- Lawrence Rothman – produkce, inženýr, mixing
- Jesse Newport – inženýr
- Heba Kadry – mastering
- Ebru Yildiz – fotografie
- Walter Larson – fotografie
- Christen Dute – design